# یواخیم راف
یواخیم راف (آلمانی: Joachim Raff؛ ۲۷ مه ۱۸۲۲–۲۴ ژوئن ۱۸۸۲) آهنگساز، نوازنده پیانو و مدرس موسیقی اهل آلمان بود.
او در زمینهٔ موسیقی، خودآموخته بود و هنگامی که برخی از قطعات پیانوی خود را برای فلیکس مندلسون فرستاد، مندلسون توصیه کرد که آنها را برای چاپ به «براینکف و هارتل» بسپارد. پس از انتشار این آثار، «مجلهٔ روبرت شومان» نقدهای خوبی برایشان نوشت.
ادوارد مک‌داول و آوگوست ویلهلمی از شاگردان او بود.